# Lotte de Beer
Lotte de Beer (11 de agosto de 1981) es una directora de ópera holandesa especialmente conocida por sus intentos de acercar la ópera a los jóvenes.

## Trayectoria
De Beer nació en Holanda. Su madre, médica de profesión aficionada a la ópera le trasladó sus primeras inquietudes musicales. A los siete años vio la Traviata de Verdi y pensó en que quería convertirse en cantante de ópera. Estudió en la Escuela Libre donde aprendió a trabajar en grupo. Inició su formación musical en Maastricht estudiando primero piano y posteriormente canto en el conservatorio en el Acting School y prosiguió su formación graduándose en dirección en la Universidad de Ámsterdam de las Artes en 2009. Entre sus referencias se encuentran el director de ópera y teatro alemán, Peter Konwitschny, con quien trabajó en sus inicios en Japón, Suecia y Austria. También se ha declarado influenciada por la estética brechtiana y marxista.

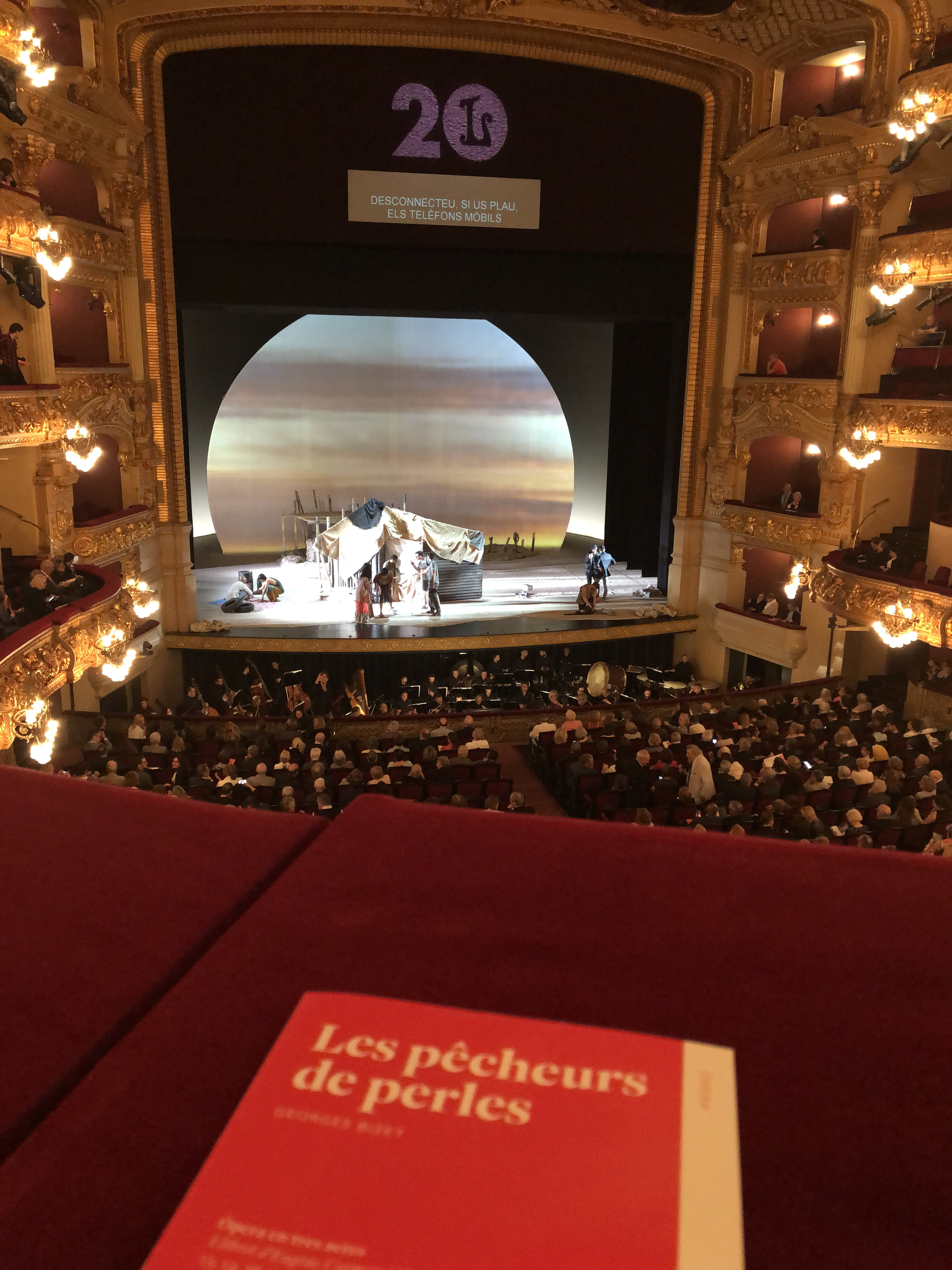
"Les pêcheurs de perles" dirigida por Lotte de Beer en el Gran Teatro Liceo de Barcelona. Mayo 2019

De Beer fundó en 2010 su propia compañía, Operafront sucesora de la Nueva Opera de Ámsterdam. Ha dirigido en el Teatro un der Wien, el Münchener Biennale, el Festival de Holanda, el Neuköllner Oper, Ópera Leipzig, el Aalto Musiktheater Essen, el Teatro Real Danés en Copenhague, la Ópera israelí y el Gran Teatro del Liceo de Barcelona.

### Los pescadores de perlas
En noviembre de 2014 estrenó en el Theater an der Wien  la ópera Les pêcheurs de perles que en mayo de 2019 le llevó a debutar en el Gran Teatro del Liceo de Barcelona conde Georges Bizet representada en el Liceo por primera vez en 50 años. De Beer respetó el libreto y música originales pero trasladó la acción a una playa de Sri Lanka con los principales protagonistas de la obra, Nadir interpretado por el tenor John Osborn, Zurga y Léïla, concursando en un "reality show" televisivo bajo la mirada de los espectadores que acabarán decidiendo su suerte. El pueblo de pescadores se traslada a una isla remota en el que los concursantes sobreviven rodeados de cámaras de televisión.
En uno de los entreactos la proyección de un vídeo en el que el personal del propio teatro apuesta por el final de los protagonistas. El coro es la audiencia que sigue el reality desde su casa y vota si Leila y Nadir han de vivir o morir.
Vida personal

## Premios
- 2009 Premio Ton Lutz al mejor talento de dirección[13][14]
- 2015 International Opera Award en la categoría "Newcomer"[4]
- 2018 Leeuwarden-Friesland 2018 ISPA Awards[15]